# María del Rosario Galindo de Juan
María del Rosario Galindo de Juan, coneguda esportivament com Mariuca Galindo, (Barcelona, 12 de novembre de 1940 - Catalunya? , ?) fou una nedadora catalana especialitzada en les proves de crol.
Membre del Club Natació Barcelona, es proclamà campiona de Catalunya en vuit ocasions, dos en 100 m lliures (1955, 1956), un en 400 m lliures (1955), dos en 4×100 m estils (1955, 1956) i tres en 4×100 m lliures (1953, 1954, 1956). També guanyà la Copa Nadal en dues ocasions (1955 i 1956) i establí plusmarques nacionals en les proves d'estill lliure i relleus. En l'àmbit estatal, fou campiona d'Espanya en les proves de 4×100 m estils i 4×100 m lliures (1954).